# Conjonction géocentrique
 (janvier 2023).
Si vous disposez d'ouvrages ou d'articles de référence ou si vous connaissez des sites web de qualité traitant du thème abordé ici, merci de compléter l'article en donnant les références utiles à sa vérifiabilité et en les liant à la section « Notes et références ».
Une conjonction géocentrique est l'alignement apparent de plusieurs corps célestes vus du centre de la Terre.
Cette apparence tient un rôle central dans le système de l'astrologie, par exemple une conjonction Soleil-Jupiter vue de manière géocentrique comme se levant dans le ciel d'un nouveau-né, rôle qui contribue à son discrédit.